# Zaomma vix
Zaomma vix är en stekelart som beskrevs av Prinsloo 1979. Zaomma vix ingår i släktet Zaomma och familjen sköldlussteklar. Inga underarter finns listade i Catalogue of Life.